# (1809) Prometheus
(1809) Prometheus es un asteroide que forma parte del cinturón de asteroides y fue descubierto por Ingrid van Houten-Groeneveld, Cornelis Johannes van Houten y Tom Gehrels el 24 de septiembre de 1960 desde el observatorio del Monte Palomar, Estados Unidos.

## Designación y nombre
Prometheus se designó al principio como 2522 P-L.
Más adelante fue nombrado por Prometeo, un personaje de la mitología griega.

## Características orbitales
Prometheus orbita a una distancia media del Sol de 2,927 ua, pudiendo acercarse hasta 2,626 ua y alejarse hasta 3,227 ua. Su excentricidad es 0,1028 y la inclinación orbital 3,258°. Emplea en completar una órbita alrededor del Sol 1829 días.